# Мертві душі (фільм, 2012)
«Мертві душі» (англ. Dead Souls) — фільм 2012 року.

## Зміст
У свій 18-й день народження Джоні Петрі дізнається, що успадкував в штаті Мен ферму, покинуту на ці 18 років, з моменту страшної загибелі його сім'ї від рук його ж батька, місцевого пастора. Прагнучи до змін, Джонні переїжджає, щоб почати нове життя у своєму новому житлі. Однак, почавши порпатися в минулому, він несподівано розкриває жахливі подробиці сумнівного вчення свого батька. Крім цього лякаючого відкриття, він усвідомлює і те, що його необачне повернення оживило древнє зло, що причаїлася в пастці будинку, запустивши тим самим зловісний ритуал, що забрав життя членів його родини.